# 贵州省可靠性工程中心
贵州省可靠性工程中心，由贵州省发改委和贵州大学于2006年1月16日批准成立，是一个主要进行产品的可靠性测试；可靠性技术服务；培训服务；可靠性资料提供与查询；军、民品研发等业务的研究型单位。 